# Reginald Bacon
Sir Reginald Hugh Spencer Bacon , född 6 september 1863 i Fivemiletown, Tyrone, Nordirland, död 9 juni 1947 i Romsey, Hampshire, England, var en brittisk officer i kungliga flottan som var känd för sina tekniska förmågor. Han beskrevs av First Sea Lord, amiral Sir Jacky Fisher, som mannen "visade sig vara den smartaste officer i marinen". Han var 1815-17 befälhavare över de engelska sjöstridskrafter, The Dover patrol, som utförde bevakningen och det direkta skyddet av den viktiga havsförträngningen Dover strait och belgiska kusten under första världskriget.

## Biografi
Bacon var son till församlingsrektorn, pastor Thomas Bacon, och hans hustru, Lavinia Emma, dotter till George Shaw från Teignmouth i Devon. Pastor Thomas var brorson till industrimannen Anthony Bushby Bacon från Elcot Park i Berkshire och farbror till historikern Emma Elizabeth Thoyts från Sulhamstead House, också i Berkshire.
Han gifte sig med Cicely Surtees i Darlington, County Durham 1897. De hade en dotter och två söner, som båda dog unga, en som soldat under första världskriget och den andra i lunginflammation som marinkadett 1919. Han gick i pension strax efter att han lämnat Dover Patrol och skrev ett flertal böcker, bland annat biografier om John Jellicoe, 1st Earl Jellicoe och sin gamla mentor Admiral of the Fleet Lord Fisher.
Bacon dog den 9 juni 1947 hemma i Romsey, Hampshire.

## Karriär
Bacon gick in i marinen 1877, kvalificerade sig som torpedlöjtnant och kom först till bredare kännedom som befälhavare för en flotta av torpedbåtar i de brittiska sjömanövrerna 1896.  År 1897 tjänstgjorde han i den brittiska straffexpeditionen till Benin, och när han återvände från aktiv tjänst skrev han boken Benin, blodstaden (1897) som beskrev kampanjen.. 
Befordrad till kapten 1900 lämnade han Medelhavsstationen och utsågs till den nya positionen som Inspecting Captain of Submarines (ICS) och fick uppgiften att införa och utveckla Royal Navys tidigaste ubåtar. I augusti 1901 kom den följande komenderingen som kapten på HMS  Hazard, som nyligen hade byggts om till världens första undervattengående depåfartyg. Han var erkänd för stor teknisk kompetens, och Fishers entusiasm för Bacons intelligens bidrog bra till hans karriär. Att amiralitetet delade Fishers intryck av Bacon är uppenbart inte bara i beslutet att utse en så ung kapten till en jämförelsevis hög position, utan också i de uppskattade protokoll som fogades till Bacons officiella rapporter.
I början av 1901 utsågs han av kung Edward till att delta i ett speciellt diplomatiskt uppdrag för att tillkännage kungens anslutning till regeringarna i Österrike-Ungern, Rumänien, Serbien och Turkiet.

### Teknisk förmåga och karaktär
Bacon var väl kvalificerad för sitt nya arbete med ubåtar efter att ha tjänstgjort i flottans torpedgren under hela 1890-talet. Han hade tillbringat flera år i besättningen på HMS Vernon, Storbritanniens största torpedskola, och hans karaktär dominerades av en uttalad känsla för mekaniska detaljer. Senare under sin karriär gav han ett betydande bidrag till utformningen av det revolutionerande slagskeppet Dreadnought, utvecklade belägringsfartyg för den brittiska expeditionsstyrkan 1914 och behärskade den tekniska komplexitet som krävs för att genomföra hans förslag till minfält i Nordsjön.
Historikern Mike Dash konstaterar att "det råder ingen tvekan om att han behärskade tekniken, som han hanterade, förstärkte ubåtsvapnet, men han var en avskärmad och envist egocentrerad person, som sällan erkände att han behövde hjälp från någon annan".
Ett annat drag som blev alltmer betydelsefullt i Bacons marinkarriär var "den olyckliga skicklighet som han utvecklade för att polarisera de åsikter andra hade om honom. Han var inte, som hans nemesis Roger Keyes, som efterträdde honom som både ICS och befälhavare för Dover Patrol, en vän med alla. För Maurice Hankey var under kriget Bacon "en officer med offensiv anda" till den ökände offensivt sinnade Reginald Tyrwhitt, befälhavare för Harwich Force."

### Inspektör för ubåtar
Författaren Michael Dash framhöll, att "ingen av dessa kontroverser ... borde få dölja Bacons tidiga prestationer som ICS, som var mycket betydande. Bacon skall tillskrivas att han utvecklat det halvautonoma ubåtförsvaret som konsekvent fungerade bra i fred och lika viktigt var, att hans beslutsamma försiktighet ledde till att det utvecklades efter förnuftiga linjer". Hans filosofi var att "framgång tillhör mannen som ägnar uppmärksamhet åt långsiktiga detaljer".
Bacons främsta bidrag till ubåtens tidiga utveckling var konstruktionen av HMS A1, den första brittiskbyggda båten och ett betydande framsteg över de tidigare Holland Class-båtarna. A1, som utvecklats av Bacon i samarbete med marinarkitekterna Vickers, Sons & Maxim, lade till ett manövertorn och ett periskop till den irländskfödde amerikanske uppfinnaren John P. Hollands banbrytande konstruktion, vilket gjorde den betydligt mer sjövärdig och ett mer potent attackerande hot. "Medan RN-ubåtar behöll Hollands idéer i allt väsentligt ... var detaljerna i konstruktionen av A-klassen i huvudsak brittiska", skriver Dash. Bacon spelade också en viktig roll i utformningen av resten av Storbritanniens ubåtar i A-klass och utarbetade den första taktiken för brittiska båtar.

### Kapten på HMS Dreadnought
Bacon var den första kaptenen på slagskeppet HMS Dreadnought. I juni 1906 tog han över henne för hennes jungfrufärd och tog henne med på ett speciellt uppdrag till Västindien. I augusti 1907 utnämndes han till positionen som Director of Naval Ordnance efter Jellicoe. 

### Coventry Ordnance Works

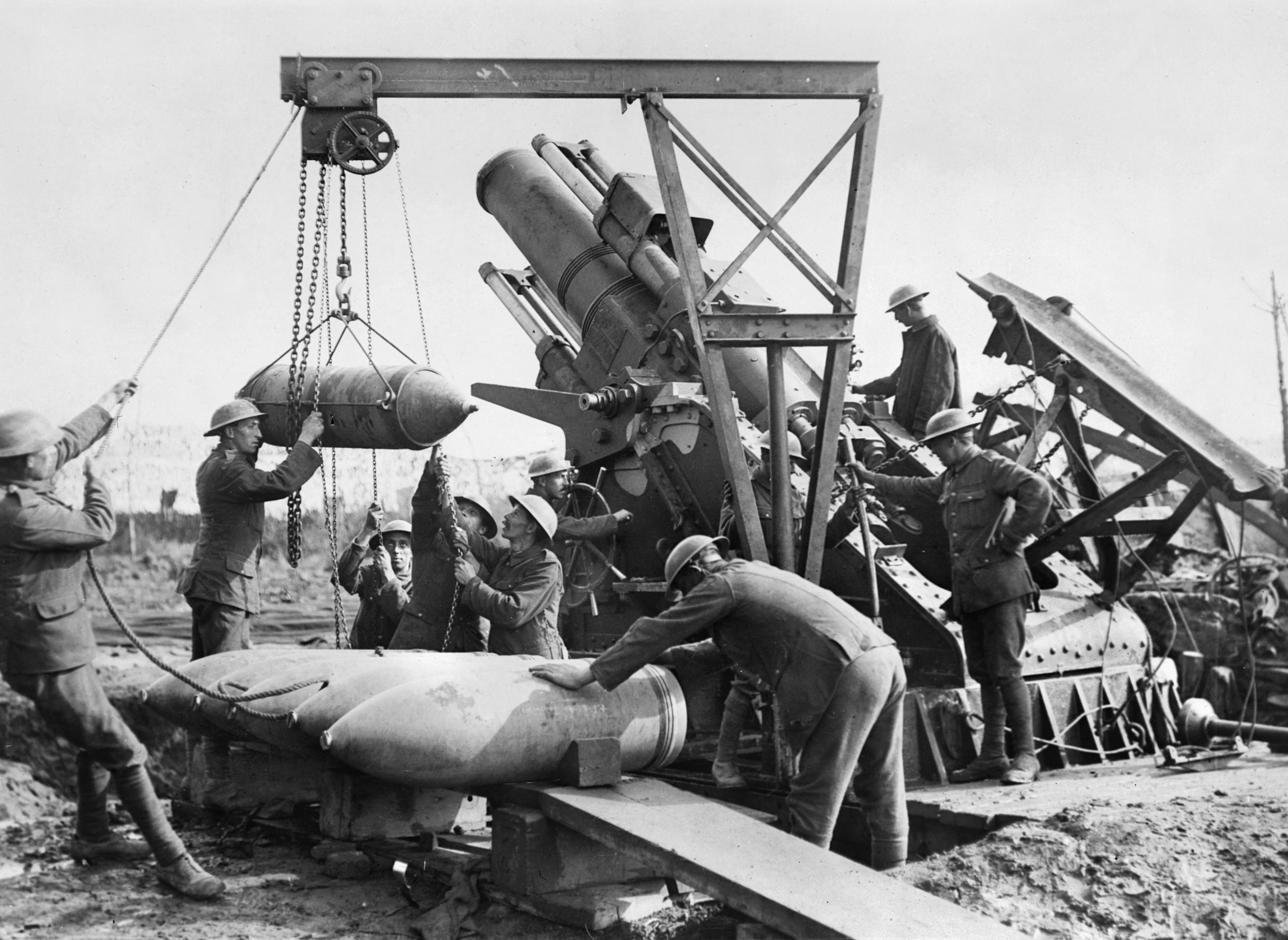
En 15-tums haubits på Menin Road, 1917.

I juli 1909 befordrades Bacon till konteramiral, och i november 1909 drog han sig tillbaka från aktiv tjänst som direktör för Naval Ordnance för att tillträda befattningen som verkställande direktör för Coventry Ordnance Works (COW).
Under hans tid där tillverkade Coventry-fabrikerna QF 4,5-tums haubits, BL 5,5 tums Mark I-marinkanon och arméns största kanon hittills, BL 9,2-tums haubits. Vid krigsutbrottet, föranlett av den tyska arméns bombardemang av Liègeforten, konstruerade Coventry-fabriken själv BL 15-tums haubits, utformad för att transporteras på väg med tre 105 hk Daimler-Foster artilleritraktorer. Armén var inte imponerad av dess brist på räckvidd och förkastade vapnet, men Winston Churchill bildade, som Admiralitetets högste chef, Howitzer Brigade of the Royal Marine Artillery med de tolv kanonerna. Den första haubitsen skickades till Frankrike i februari 1915 och Bacon fick ett tillfälligt uppdrag i Royal Marine Artillery som extra överste och andra kommendant. I april 1915 kallades han till amiralitetet, där Churchill och Jackie Fisher var angelägna om att skicka en 15-tums haubits till Gallipoli. Han ordnade transporten av haubitsen (nr 3), och några dagar senare var han i Paris redo att ta itu med Dardanellerna, när han återkallades till London av Churchill och gjordes till chef över Dover Patrol, som ersättare för konteramiral Horace Hood.

### Befälhavare för Dover Patrol
Bacon blev befälhavare för Dover Patrol i april 1915 och var delaktig i utvecklingen av minfälten i Nordsjön. Bacon tillbringade en del tid till att överväga och planera Zeebrugge-  och Ostend-räderna, men han kände att viktiga detaljer i hans plan ändrades eller utelämnades på grund av oerfarenhet.
I sin bok 'Room 40: British Naval Intelligence, 1914–1918' var Patrick Beesly inte gratis med Bacon, vilket tyder på att hans briljans kan ha skadats av hans fixering på ett korrekt sätt att göra saker och av att 'vara övertygad om att han var den enda mannen i regementet som marscherade i takt.' Bacon insisterade på att minfiltet vid Dover var en effektivt blockering av tyska ubåtar som bröt ut i Atlanten trots rapporter från Naval Intelligence om att ubåtar regelbundet passerade genom det under mörker. Efter upprepade vägran att lysa upp spärren på natten instruerades Bacon att göra det av Rosslyn Wemyss efter att denne ersatt Sir John Jellicoe som First Sea Lord. Upptäckten och förstörelsen av en ubåt som passerar spärrvägen ägde rum nästa natt, och Bacon avskedades av Eric Campbell Geddes från befälet över Dover Patrol, ersatt av Roger Keyes , kort därefter.
Bacon har gjort sig mest bekant genom sitt författande efter kriget och har utgett The Dover patron 1915-17 (2 band, 1919) samt The Jutland scandal (1925), i den senare kritiseras amiral David Beatty hårt för sena åtgärder under Skaerack-Jutlandsslaget, och försöker påvisa, att de misstag som i allmänhet lagts amiral John Jellicoe och Hugh Evan-Thomas till last i själva verket måste tillskrivas Beatty. I The world crisis by Winston Churchill. A criticism (1928) har Bacon även klandrat Churchills framställning av Skagerackslaget och i samband därmed fortsatt sin kritik av Beatty.